# Porqueres
Porqueres est une commune catalane de la province de Gérone, en Catalogne, en Espagne dans la comarque de Pla de l'Estany.

## Histoire
Au XVIIIe siècle, la plupart des villages et des quartiers qui constituent actuellement la commune de Porqueres relevaient de la seigneurie royale : Miànigues, Merlant, Mata et Pujarnol ; Porqueres, en revanche, était une seigneurie ecclésiastique. Il y avait deux batllies : celle de Mata et Miànigues et celle d'Usall et Porqueres.
Ce n'est qu'au XIXe siècle que la commune de Porqueres a été créée, les différents villages ou quartiers fonctionnant jusqu'alors de manière indépendante. Le 12 juin 1845, dans le but de former des groupements municipaux bien définis et plus vastes, la création d'une nouvelle commune fut publiée dans le "Journal officiel de la province de Gérone", où les villages suivants furent ajoutés : Porqueres, Pujarnol, Mata, Miànegues, Usall, Merlant i Sant Martí de Campmajor. Cette nouvelle commune n'existait que sur le papier.
Le 20 juin 1846, après l'approbation de la nouvelle division des districts municipaux, tous les conseils municipaux de moins de 30 habitants ont été supprimés. 
Dans un premier temps, certaines de ces communes ont continué à jouir d'une certaine autonomie. L'intégration en tant que commune unique était très difficile.
Même entre 1867 et 1868, il y eut une tentative de modification de la municipalité lorsqu'un projet fut présenté pour regrouper Fontcoberta, Esponellà et Usall-Merlant dans Serinyà, ce qui signifiait retirer Usall et Merlant de la municipalité de Porqueres. Ce projet n'a finalement pas été mis en œuvre.